# Grzegorz Timoszek

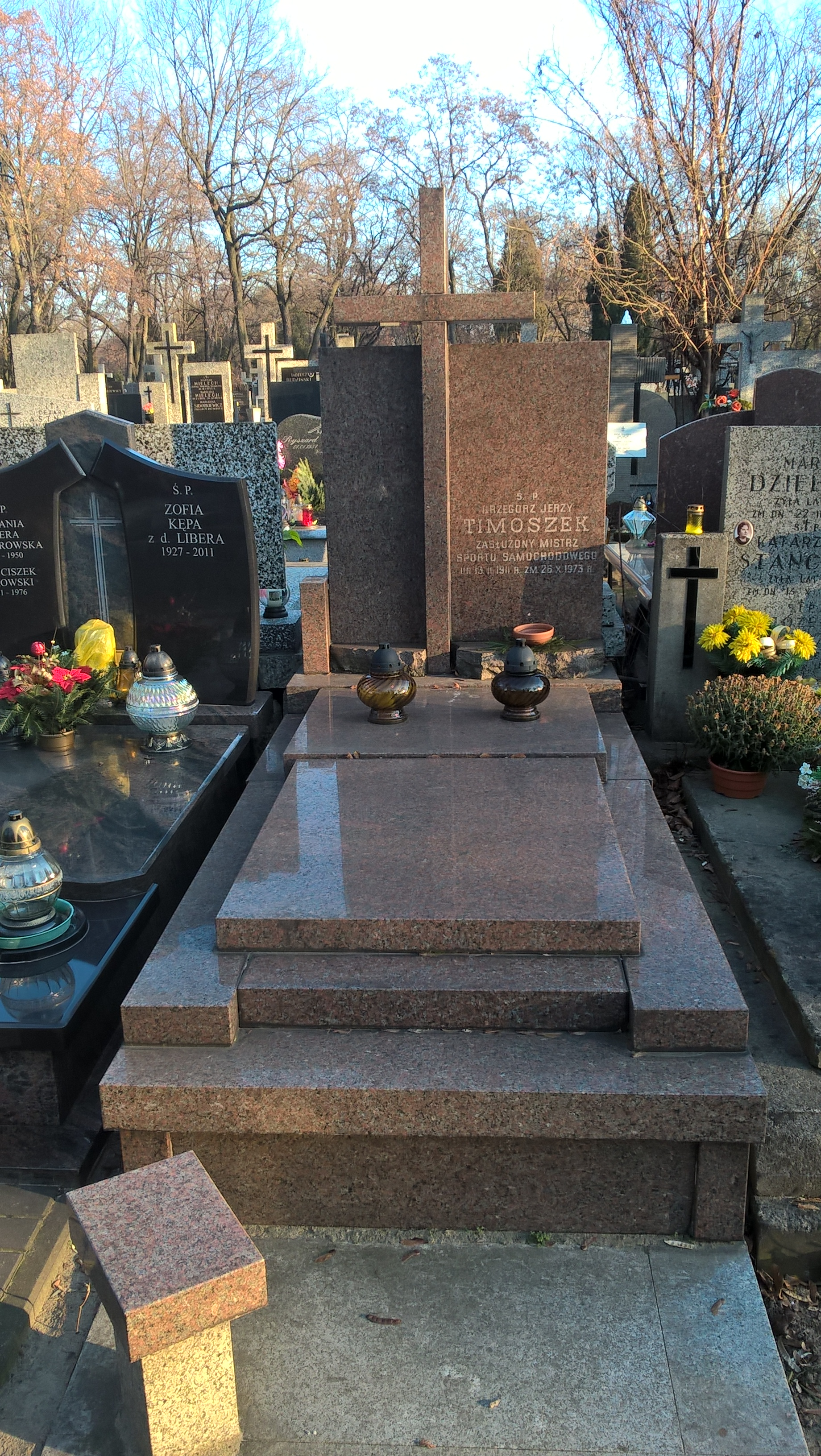
Grób Grzegorza Timoszka na Cmentarzu Bródnowskim w Warszawie, kwatera 67D.

Grzegorz Jerzy Timoszek (ur. 13 lutego 1911 w Mińsku Litewskim, zm. 26 października 1973) – polski kierowca wyścigowy i rajdowy.

## Kariera

### Rajdy
W sezonie 1956 zdobył tytuł mistrza Rajdowych samochodowych mistrzostw Polski w klasie VI S, startując BMW. W klasie tej Timoszek wygrał w 1956 roku Ogólnopolski Górski Raid Samochodowy w Wiśle oraz Raid Samochodowy przez Ziemię Kielecką.
W roku 1959 zajął Simką Aronde drugie miejsce w klasie V podczas Ogólnopolskiego Zimowego Raidu Samochodowego oraz Międzynarodowego Raidu Samochodowego, a także był trzeci w Rajdzie Dolnośląskim.
W 1961 roku był drugi w klasyfikacji generalnej RSMP, ulegając wówczas Sobiesławowi Zasadzie. W tamtym roku między innymi zajął drugie miejsce w Rajdzie w Wiśle i trzecie w Rajdzie Dolnośląskim
Okazyjnie pełnił również funkcję pilota rajdowego.

### Wyścigi
W WSMP ścigał się od pierwszego roku istnienia mistrzostw (1953). Początkowo używał BMW 328, jeżdżąc w barwach OM Warszawa. W sezonie 1963, ścigając się dla Automobilklubu Warszawskiego, zajął Rakiem Juniorem I trzecie miejsce w klasyfikacji generalnej WSMP w Formule Junior. W mistrzostwach Polski uczestniczył do 1967 roku.
Startował również okazyjnie Rakiem i Wartburgiem we Wschodnioniemieckiej Formule 3/Junior w latach 1962–1964.

## Wyniki we Wschodnioniemieckiej Formule 3
W latach 1960–1963 mistrzostwa rozgrywano według przepisów Formuły Junior.
| Rok  | Zespół            | Samochód          | Silnik   | Wyniki w poszczególnych eliminacjach | Wyniki w poszczególnych eliminacjach | Wyniki w poszczególnych eliminacjach | Wyniki w poszczególnych eliminacjach | Wyniki w poszczególnych eliminacjach | Wyniki w poszczególnych eliminacjach | Pkt. | Msc. |
| ---- | ----------------- | ----------------- | -------- | ------------------------------------ | ------------------------------------ | ------------------------------------ | ------------------------------------ | ------------------------------------ | ------------------------------------ | ---- | ---- |
| 1962 |                   |                   |          |                                      |                                      |                                      |                                      |                                      |                                      | 0    | NS   |
| 1962 | Grzegorz Timoszek | Rak Junior I      | Wartburg | ?                                    | -                                    | -                                    | -                                    | -                                    | -                                    | 0    | NS   |
| 1963 |                   |                   |          |                                      |                                      |                                      |                                      |                                      |                                      | 0    | NS   |
| 1963 | Grzegorz Timoszek | Rak Junior I      | Wartburg | -                                    | -                                    | -                                    | -                                    | 4                                    | -                                    | 0    | NS   |
| 1964 |                   |                   |          |                                      |                                      |                                      |                                      |                                      |                                      | 0    | NS   |
| 1964 | Grzegorz Timoszek | Wartburg Eigenbau | Wartburg | -                                    | -                                    | -                                    | -                                    | NU                                   | -                                    | 0    | NS   |